# Riverside, Illinois
Riverside är en ort (village) i Cook County, i delstaten Illinois, USA. Enligt United States Census Bureau har orten en folkmängd på 8 915 invånare (2011) och en landarea på 5,1 km².